# Bronisława Kopczyńska-Jaworska

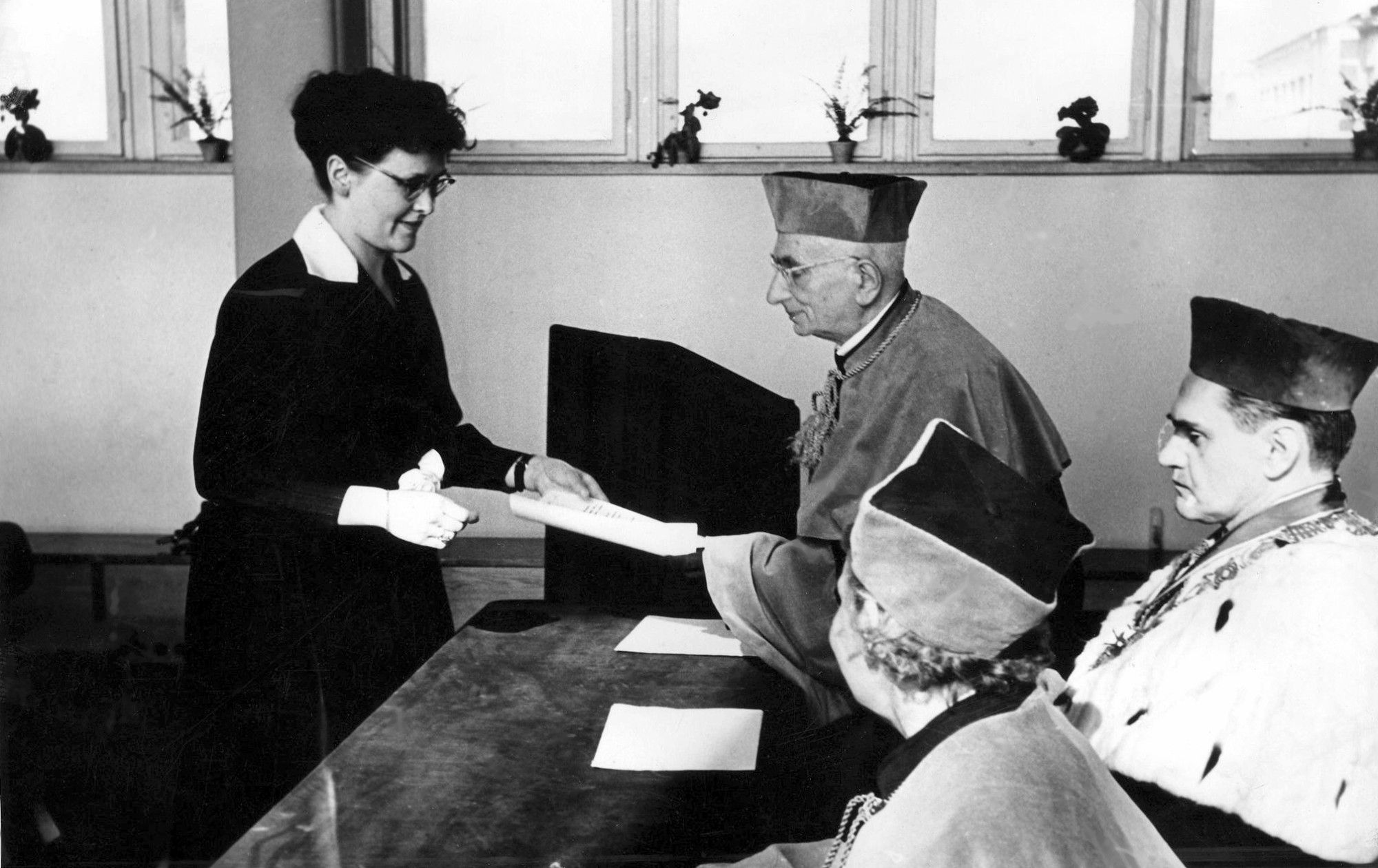
Uzyskanie stopnia doktora

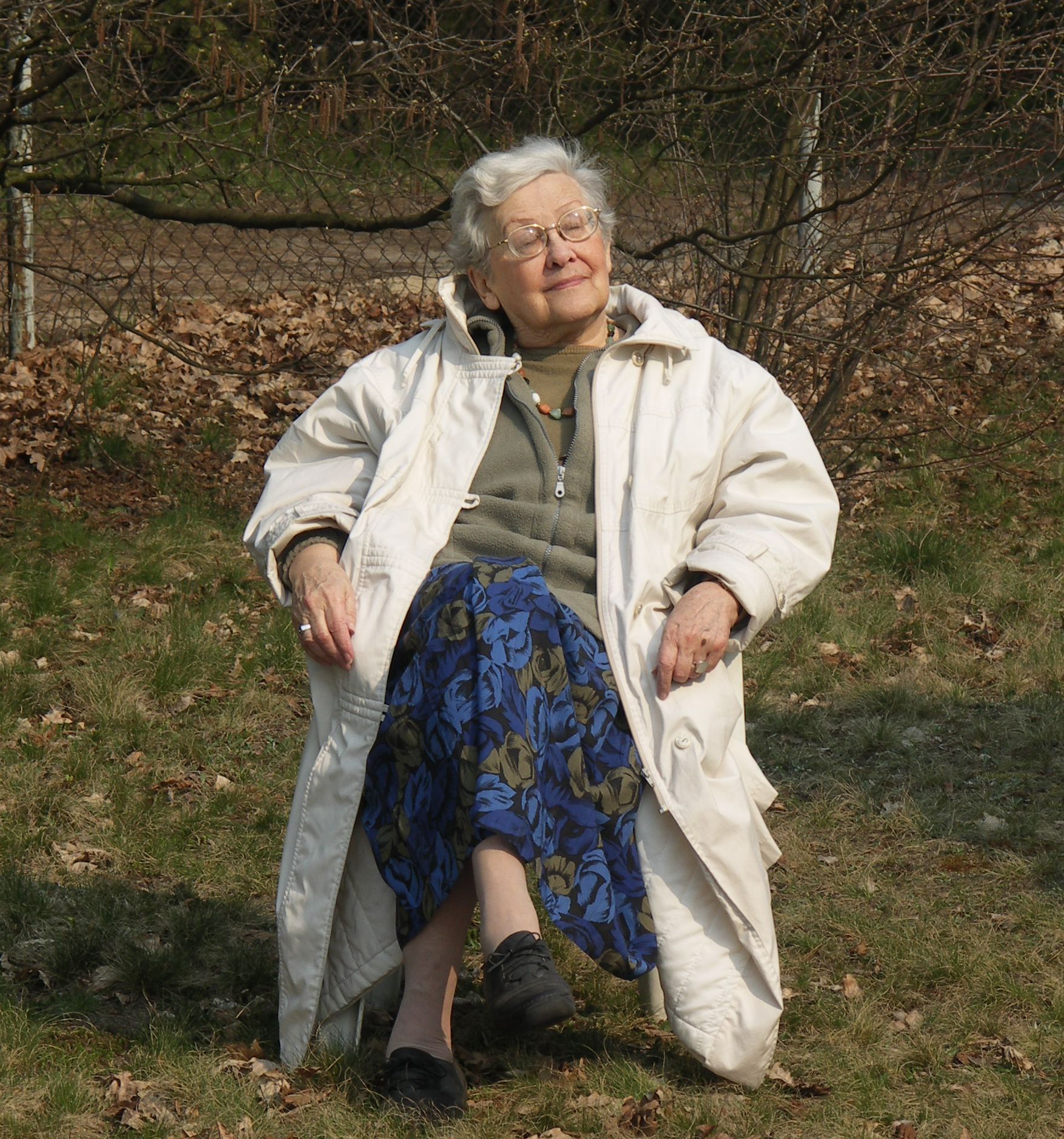
Na działce

Bronisława Natalia Kopczyńska-Jaworska (ur. 1 maja 1924 w Poznaniu, zm. 29 grudnia 2016 w Łodzi) – polska etnograf i etnolog, prof. zw. dr hab., profesor Uniwersytetu Łódzkiego; uczennica i następczyni profesor Kazimiery Zawistowicz-Adamskiej; autorka pierwszego i jedynego polskiego podręcznika do prowadzenia etnograficznych badań terenowych; jedna z prekursorek polskich powojennych badań karpackich i rodzimej antropologii miasta; twórczyni edycji internetowej Bibliografii Etnografii Polskiej. Prezes Polskiego Towarzystwa Ludoznawczego (1976–1980) oraz prezes Oddziału PTL w Łodzi (1982–1999).

## Życiorys

### Droga zawodowa
Bronisława Kopczyńska-Jaworska ukończyła szkołę podstawową w Łodzi, maturę uzyskała w 1943 roku na tajnych kompletach w Warszawie. W czasie okupacji rozpoczęła studia na Wolnej Wszechnicy Polskiej z zakresu bibliotekoznawstwa (uczyła ją wówczas m.in. prof. Helena Radlińska, z przedmiotów pozazawodowych – prof. dr hab. Kazimiera Zawistowicz-Adamska). Tuż po zakończeniu wojny powróciła do Łodzi, gdzie kontynuowała studia na Uniwersytecie Łódzkim na kierunku etnografia. W roku 1948 uzyskała stopień magistra filozofii w zakresie etnografii z etnologią na podstawie pracy Gospodarka pasterska w Beskidzie Śląskim. Stopień doktora nauk humanistycznych otrzymała w 1959 roku broniąc dysertacji Pasterstwo wysokogórskie i szałaśnictwo w Tatrach, napisanej pod kierunkiem prof. dr hab. Kazimiery Zawistowicz-Adamskiej, zaś stopień doktora habilitowanego uzyskała w roku 1967 na podstawie rozprawy Stosunki gospodarczo-społeczne w tradycyjnej kulturze Karpat Północnych.
Od ukończenia studiów do roku 1994 (kiedy przeszła na emeryturę), pracowała w Katedrze Etnografii (obecnie Instytut Etnologii i Antropologii Kulturowej Uniwersytetu Łódzkiego). Swój zawodowy kontakt z Uniwersytetem Łódzkim rozpoczęła w 1945 roku jako praktykantka w Bibliotece Uniwersyteckiej. Przeszła wszystkie szczeble kariery naukowej: od asystentury przez stanowisko adiunkta (1956) i docenta (1967). Tytuł profesora nadzwyczajnego uzyskała w 1980 roku, a profesora zwyczajnego w 1990. Pełniła na Uniwersytecie Łódzkim różne funkcje administracyjne, m.in. kierowała Katedrą Etnografii (1970–1994), była członkiem Senatu (1967–1970) oraz prodziekanem do spraw studenckich na Wydziale Filozoficzno-Historycznym (1970–1973).
Wypromowała 8 doktorów, a około 150 osób uzyskało pod jej opieką naukową tytuł magistra etnografii i etnologii. Uczestniczyła w wielu przewodach doktorskich, habilitacyjnych i profesorskich, wielokrotnie spełniając przy tym rolę recenzentki.
Podkreślała często, co dokumentują teksty jej poświęcone, także autobiografie zawodowe oraz wspomnienia, którymi dzieliła się przy różnych okazjach, iż najważniejszym nauczycielem i mistrzem była dla niej prof. dr hab. Kazimiera Zawistowicz-Adamska. Bronisława Kopczyńska-Jaworska jest uważana za twórczą kontynuatorkę „łódzkiej szkoły etnograficznej” utożsamianej z pracą podjętą przez prof. Zawistowicz-Adamską.

### Praca badawcza
Zainteresowania naukowe Bronisławy Kopczyńskiej-Jaworskiej były różnorodne: począwszy od badań nad kulturą karpacką – pasterską (realizując także tematy związane z kulturą wsi z Polski środkowej na terenach uprzemysłowionych i badania na wsi bułgarskiej, czy problemy związane ze zmianą kulturową i statusem kultury), po badania nad kulturą miasta (terenem jej podstawowych eksploracji była Łódź) oraz metodykę pracy etnograficznej i organizację nauki. Podział ten nie wyczerpuje jej naukowych pasji, wskazuje jedynie na główne obszary badawcze, którymi się zajmowała.

### Badania karpackie
Badania na terenie Karpat (najpierw polskich, później Karpat całościowo) z zakresu kultury i historii ziem górskich, należy zaliczyć do pierwszych zainteresowań naukowych Bronisławy Kopczyńskiej-Jaworskiej. Opracowała tematykę dotyczącą gospodarki pasterskiej jaka istniała na terenach wysokogórskich. Badania prowadziła w Polsce, w dawnej Czechosłowacji i Jugosławii, Rumunii, Bułgarii, na Węgrzech i także we Francji. Początek tych prac wiązał się z badaniami zespołowymi prowadzonymi w Katedrze Etnografii Uniwersytetu Łódzkiego, koncentrującymi się na zjawisku pomocy wzajemnej w kulturze ludowej na różnych terenach. Z problematyki karpackiej (rozwijanej przez Bronisławę Kopczyńską-Jaworską od lat pięćdziesiątych XX wieku) pochodzi około pięćdziesiąt publikacji jej autorstwa, w tym praca magisterska, rozprawa doktorska i habilitacyjna, liczne artykuły, hasła do encyklopedii specjalistycznych, referaty wygłaszane na konferencjach krajowych i zagranicznych czy redakcje prac zespołowych.
W laudacji wygłoszonej podczas odnowienia doktoratu Bronisławy Kopczyńskiej-Jaworskiej na Uniwersytecie Łódzkim (co miało miejsce 25 maja 2009 roku), prof. zw. dr hab. Maria Wieruszewska-Adamczyk podkreślała, iż dysertację doktorską Bronisławy Kopczyńskiej-Jaworskiej na temat pasterstwa wysokogórskiego, można określić jako pionierską dla europejskich badań regionalnych oraz dla problematyki antropologii gospodarczej.

### Badania nad kulturą miasta
Dla Bronisławy Kopczyńskiej-Jaworskiej Łódź była miastem szczególnym, z którym była związana przez większość swojego życia i któremu poświęciła szereg badań. Poznawać historię miasta zaczęła od badań nad pamięcią własnej rodziny (wywiady z najstarszymi członkami jej rodziny znajdują się w Archiwum Naukowym Instytutu Etnologii i Antropologii Kulturowej UŁ). Bronisława Kopczyńska-Jaworska „jest jedną z pierwszych w gronie powojennych etnologów polskich, która zajęła się antropologią miasta i […] zapoczątkowała w rodzimych badaniach refleksję nad obszarami zjawisk kulturowych, które w tradycyjnej polskiej etnografii nie były dostrzegane”. Ten okres jej zainteresowań rozpoczął się w latach siedemdziesiątych XX wieku, a pierwszą udokumentowaną pracą – systematyzującą dotychczasową wiedzę etnograficzną na temat życia miejskiego w Łodzi – był tekst z roku 1980 Zwyczaje i obyczaje ludności, umieszczony w pracy zbiorowej Łódź. Dzieje miasta do 1918 roku (tom I). Rozwijała podstawy metodologiczne badań miejskich w Polsce, czerpiąc inspiracje ze światowych osiągnięć na polu tej subdyscypliny (np. Ulfa Hannerza, Jacques’a Gutwirtha, Colette Petonnet). Studia miejskie rozwijane przez nią w łódzkim ośrodku etnologicznym stały się także jego wizytówką, ten nurt badawczy nadal jest podejmowany przez pracowników obecnego Instytutu Etnologii i Antropologii Kulturowej Uniwersytetu Łódzkiego. Zainteresowania antropologią miasta – kulturą Łodzi, zaowocowały licznymi publikacjami oraz badaniami (jej bibliografia z tego zakresu liczy ponad czterdzieści pozycji, w tym prace publikowane za granicą i redakcyjne), w których Bronisława Kopczyńska-Jaworska poruszała problematykę folkloru miejskiego – robotniczego, specyfiki badań miejskich, kwestię przemian kulturowych oraz wielokulturowości w mieście. Ten ostatni wątek został zwieńczony pracami badawczymi, a potem publikacją książkową na temat społeczności ewangelików augsburskich w Łodzi. W roku 1999 Katedra Etnografii UŁ wydała tom z najważniejszymi publikacjami autorstwa Bronisławy Kopczyńskiej-Jaworskiej z zakresu antropologii miasta, umieszczając także jej tekst dotyczący historii rodziny, tym samym wskazując na obecne w pracy profesor wątki autoetnograficzne.

### Dokumentacja i informacja naukowa oraz bibliografistyka etnograficzna
Od 1971 do 2011 roku prof. Kopczyńska-Jaworska kierowała istniejącym od 1968 roku Ośrodkiem Informacji i Dokumentacji Etnograficznej Polskiego Towarzystwa Ludoznawczego zlokalizowanym w Łodzi (w skrócie: ODiIE PTL; został powołany z inicjatywy prof. dr hab. Kazimiery Zawistowicz-Adamskiej). Ośrodek początkowo prowadził prace rejestrujące ruch etnograficzny (różnorodne przedsięwzięcia naukowe i popularyzatorskie krajowe i zagraniczne), także losy absolwentów etnografii w Polsce (akcja „Magister” oraz dokumentował sylwetki twórców ludowych. Równolegle prowadzono prace nad zasadami systematyki i klasyfikacji etnograficznej, stosowanej do sporządzania bibliografii etnografii polskiej (bibliografie te przez szereg lat wydawano drukiem do momentu, kiedy w pierwszej dekadzie XXI wieku udostępniono retrospektywne i bieżące zestawienia bibliograficzne poprzez Internet – online). W ODiIE opracowano także recenzje z publikacji polskich dla DEMOS – czasopisma informacyjno-bibliograficznego wydawanego w Niemczech (do lat dziewięćdziesiątych XX wieku), noty bibliograficzne dla Internationale Volskundliche Bibliographie (działającej do 2010 roku) oraz dla International Bibliography of Social Science (praca bieżąca). Dzięki tym działaniom aktualny dorobek polskiej etnologii i etnografii oraz antropologii kulturowej był przedstawiany i promowany za granicą.  
W 2007 roku Bronisława Kopczyńska-Jaworska wprowadziła do Internetu pierwszą i jedyną istniejącą elektroniczną bazę bibliograficzną z zakresu polskiej etnografii/etnologii/antropologii kulturowej (pod postacią katalogu online), która prezentuje uzupełniany na bieżąco dorobek krajowego piśmiennictwa nie tylko z zakresu wymienionych wyżej branż, ale jest on wzbogacany o selektywną bibliografię z dziedzin pokrewnych (m.in. z socjologii, kulturoznawstwa, historii itp.). Prace prowadzone w ODiIE trwają.
Bronisława Kopczyńska-Jaworska jest także twórczynią haseł biograficznych do wydawnictwa Etnografowie i ludoznawcy polscy. Sylwetki, szkice biograficzne. Opracowała sylwetki: Kazimiery Zawistowicz (t. 1), Jadwigi F. Chełmińskiej-Świątkowskiej (t. 2), Irmy Hansen-Kucharskiej (t. 3) oraz Bogny M. Jezernik (t. 3).

### Metoda badawcza
Bronisława Kopczyńska-Jaworska w centrum swoich zainteresowań stawiała przede wszystkim zmianę kulturową, traktując ją jako proces i badając ją w kategoriach znaczenia zachodzących przemian, rejestrując oraz analizując prawidłowości i przeobrażenia, które występują na tle istniejących uwarunkowań społecznych. Należąc do „łódzkiej szkoły etnograficznej“, dążyła do ujmowania badanych zjawisk całościowo, jako systemów strukturalno-funkcjonalnych, które ustosunkowują się do własnej przeszłości, jak i podejmują dialog ze współczesnością.
Podejście tego typu – próbujące pochwycić dynamikę kultury dzięki zastosowanej metodologii – wydobywało polifoniczność kultury i jej złożoność.

## Wybór publikacji

### Kultura i metody jej badania
Książka
1971
Metodyka etnograficznych badań terenowych. Warszawa – Łódź: PWN.
Artykuły
1968
Problematyka etnograficznych badań nad współczesnością. „Łódzkie Studia Etnograficzne” t. 10 s. 23-32.
1972
Zainteresowania badawcze etnografii a pojęcie kultury. „Prace i Materiały Muzeum Archeologicznego i Etnograficznego w Łodzi. Seria Etnograficzna” nr 16 s. 5-24.
1973
Tendencje badań nad przemianami kulturowymi. [W:] Zmiany kultury chłopskiej – problematyka i metody prac etnograficznych. Red. K. Zawistowicz-Adamska. Wrocław s. 29-50.
1978
Problematyka i stan badań nad innowacją kulturową. [W:] Tradycja i przemiana. Studia nad dziejami i współczesną kulturą ludową. Red. Z. Jasiewicz, B. Linette, Z. Staszczak. Poznań s. 93-104.
1981
Przekaz kultury w społeczności wiejskiej. [W:] Etnografia Polska. Przemiany kultury ludowej. T. 2. Red. M. Biernacka. Wrocław s. 371-389 [wraz z Wandą Paprocką].
1983
Problem świadomości etnicznej i narodowej. Metody i osiągnięcia badań polskiej etnografii. „Lud” t. 67 s. 155-167.
1989
Problèmes de recherches ethnographiques sur les différents milieux au sein de sa propre société. „Acta Universitatis Lodzensis. Folia Ethnologica” t. 4 s. 5-16.
1994
Francuskie badania dziedzictwa kulturowego. „Etnografia Polska” t. 38 z. 1/2 s. 229-234.

### Górska gospodarka pasterska
Książki
1967
Stosunki gospodarczo-społeczne w tradycyjnej kulturze Karpat Północnych. T. 1 i 2. Łódź: Wydawnictwo UŁ.
1969
Tradycyjna gospodarka sezonowa w Karpatach Polskich. Wrocław: Zakład Narodowy im. Ossolińskich, Wydawnictwo PAN.
Artykuły
1957
Hodowla w kulturze tradycyjnej Podhala. „Kwartalnik Historii Kultury Materialnej” nr 2 s. 291-298.
1959
Materialie k studiu pastierstva na Slovensku. „Slovensky Narodopis” z. 3 s. 387-432.
1961
Hirtenwesen in den Polnischen Karpaten. [W:] Viehzucht und Hirtenleben in Ostmitteleuropa. Red. L. Földes. Budapest s. 389-431.
1961
Owcze sery zdobione z Karpat. „Etnografia Polska” t. 5 s. 197-226.
1962
Gospodarcze i społeczne podstawy pasterstwa tatrzańskiego. [W:] Pasterstwo Tatr i Podhala. Historia osadnictwa i organizacja społeczna pasterstwa oraz słownictwo pasterskie Tatr Polskich i Podhala. T. 4. Red. W. Antoniewicz. Wrocław s. 107-162.
1964
La vie pastorale dans les ouvrages ethnographiques polonais. [W:]  La Pologne au 7e Congrès International des Sciences Anthropologiques et Ethnologiques: essais tirés des recherches contemporaines de l’ethnographie polonaise. Red. K. Dobrowolski. Wrocław s. 249- 265.
1967
Próba klasyfikacji typów pasterstwa karpackiego. „Etnografia Polska” t. 11 s. 87-98.
1968
Seasonal economy in the Carpathian Mountains. [W:]  Poland at the 8th International Congress of Anthropological and Ethnological Sciences. Red. W. Dynowski. Wrocław s. 37-50.
1968/1969
Exploitation des terrains montagneux et le développement des rapports fonciers. „Ethnologia Europea” t. 2/3 s. 210-218.
1969
Gebrauchte Schafskäse in der Karpathen. [W:] Viehwirtschaft und Hirtenkultur. Ethnographische Studien. Red. L. Földes. Budapest s. 531-544.
1970
Kilka uwag metodologicznych o badaniu obrzędów i zwyczajów pasterskich. „Prace i Materiały Muzeum Archeologicznego
i Etnograficznego w Łodzi. Seria Etnograficzna” nr 14 s. 153-160.
1972
Przydatność określonych metod badawczych w problematyce karpackiej. [W:] Ľudová kultura v Karpatach. s. 111-120.
1973
Wollene Hirtentaschen in den Karpaten – ein Beitrag zur kenntnis der Transportmittel und Transporten in der Almwirdschaft
in den Karpaten. [W:] Land Transport in . Red. A. Foton, I. Podolak, H. Rassmussen. Copenhagen s. 325-346.
1980
Economie filière de l'élevage et ses changements. „Acta Universitatis Lodziensis. Seria 1, Nauki Humanistyczno-Społeczne” R. 35 s. 15-31.
1981
Dyskusyjne problemy syntezy badań nad pasterstwem wysokogórskim. „Etnografia Polska” t. 25 z. 2 s. 85-96.
1981
La vie agro-pastorale traditionelle et la famille dans les Carpates polonaises. „Zeszyty
Naukowe Uniwersytetu Jagiellońskiego. Prace Historyczne” t. 69 s. 135-148.
2009
Czy „oscypek” jest osobliwością regionalną tylko Podhala? Gospodarka mleczna w Karpatach. [W:] Polska – Słowacja. Pogranicze kulturowe i etniczne. Red. R. Stolična, A. Pieńczak, Z. Kłodnicki. Wrocław – Cieszyn s. 157-170.

### Wieś bułgarska i jej przemiany
Artykuły
1971
Warunki bytowe i budżet rodziny wiejskiej w Gramadzie. „Etnografia Polska” t. 15 z. 1 s. 91-125.
1971
Wieś Gramada, problematyka i organizacja badań. „Etnografia Polska” t. 15 z. 1 s. 35-40.

### Wieś polska i jej przemiany
Artykuły
1965
Badania stacjonarne nad kulturą ludową w regionie bełchatowskim. „Zeszyty Badania Regionów Uprzemysławianych” nr 5 s. 323-330.
1970
Badania etnograficzne nad regionem łódzkim. [W:] Łódź i ziemia łódzka w badaniach Uniwersytetu Łódzkiego w latach 1945-1970. Materiały na Sesję Naukową UŁ z okazji 25-lecia UŁ. Red. W. Welfe. Łódź s. 37-45.
1976
Przedmiot i zakres opracowania dotyczącego kultury wsi Polski środkowej. [W:] Kultura wsi Polski Środkowej w procesie zmian. T. 1. Red. I. Lechowa, B. Kopczyńska-Jaworska. Łódź s. 17-37 – „Prace i Materiały Muzeum Archeologicznego i Etnograficznego w Łodzi. Seria Etnograficzna”  nr 19.
1978
Przemiany kulturowej hierarchii wartości na przykładzie stosunku mieszkańców określonych wsi do ziemi. [W:] Premeny ľudových tradícií v súčasnosti. Red. B. Princová. Bratislava s. 88-103.
1979
Kulturowe uwarunkowanie wzorów spożycia. [W:] Kultura wsi Polski środkowej w procesie zmian. T. 2. Red. I. Lechowa. Łódź s. 301-318 – „Prace i Materiały Muzeum Archeologicznego i Etnograficznego w Łodzi. Seria Etnograficzna” nr 20.
1981
Kultura ludowa. [W:] Województwo miejskie łódzkie. Monografia. Zarys dziejów, obraz współczesny, perspektywy rozwoju. Red. H. Mortimer-Szymczak. Łódź s. 160-177.
2007
Nie tylko Mazowsze. Kultura ludowa Polski Środkowej. [W:] Na styku regionów. Dziedzictwo kultury ludowej województwa łódzkiego. Red. B. Kopczyńska-Jaworska, A. Nadolska-Styczyńska, A. Twardowska. Pułtusk s. 19-38.

### Etnologia miasta, kultura robotnicza
Książki
1992
Pracować żeby żyć, żyć żeby pracować. Łódź: PWN – „Łódzkie Studia Etnograficzne” t. 31 [wraz z Grażyną Ewą Karpińską i Anną Woźniak].
1999
Łódź i inne miasta. Łódź: Instytut Etnologii UŁ.
Artykuły
1980
Zwyczaje i obyczaje ludności. [W:] Łódź. Dzieje miasta do 1918 r. T. 1. Red. B. Baranowski, J. Fijałek. Warszawa – Łódź  s.
493-508.
1979
Kultura środowiska robotniczego Łodzi. „Łódzkie Studia Etnograficzne” t. 21 s. 15-34.
1983
Working class traditions in Lodz. „Urban Anthropology” t. 12 nr 3/4 s. 245-262.
1985
Badania kultury robotniczej dużego miasta. „Etnografia Polska” t. 29 z. 1 s. 65-76.
1987
Antropologia miasta. „Etnografia Polska” t. 31 z. 2 s. 127-138.
1988
Marriage contract and model wedding in the folk culture and city workers' culture. [W:]  Poland at the 12th Congress of Anthropological and Ethnological Sciences. Red. S. Szynkiewicz. s. 191-206.
1988
Stosunek do pracy zawodowej robotników przedwojennej Łodzi. „Acta Universitatis Lodziensis.  Folia Sociologica” nr 16 s. 27-40.
1988
The working class family of inter-war period. Problems of data accumulation and interpretation. [W:] Etnološka stičišča. Zbieżności etnologiczne. Ethnological Contacts 1. Red. N. Jež, S. Kremenšek i in. Ljubljana – Portorož s. 41-54.
1991
Kulturowe zróżnicowanie mieszkańców Łodzi w okresie międzywojennym i po II wojnie światowej. „Acta Universitatis Lodziensis. Folia Ethnologica”
nr 5 s. 5-26.
1992
Łódź – the ethnic structure of the city. „Acta Universitais Lodziensis. Folia Ethnologica” nr 6 s. 11-27 [wraz z Grażyną Ewą Karpińską].
1993
Miasto i miejskość w systemie wartości Polaków. [W:] Miasto i kultura polska doby przemysłowej. Wartości. T. 3. Red. H. Imbs. Wrocław s. 99-119.
1993
Miasto Łódź – ziemia obiecana czy zły los? [W:] Wybrane problemy etnologii miasta. Red. B. Kopczyńska-Jaworska. Łódź s. 67-76 – „Acta Universitatis Lodziensis. Folia Ethnologica” nr 7.
1995
Różnorodność obyczajów miejskich. [W:] Wielkie miasto: czynniki integrujące i dezintegrujące. Interdyscyplinarna konferencja naukowa, Łódź 17-19 maja 1994 r. T. 1. Red. D. Bieńkowska. Łódź s. 76-85.
1997
Swój czy obcy – rodzaje dystansu kulturowego. [W:] Polacy – Niemcy – Żydzi w Łodzi w XIX-XX wieku. Sąsiedzi dalecy i bliscy. Red. P. Samuś. Łódź s. 349-358.

### Ewangelicy
Książka
2002
Łódzcy luteranie. Społeczność i jej organizacja. Łódź: PTL – „Łódzkie Studia Etnograficzne” t. 41 [wraz z Krzysztofem Woźniakiem].
Artykuły
1997
Obyczaje codzienne i świąteczne ewangelików łódzkich w ostatnich dwóch stuleciach. [W:] Protestantyzm. Red. J. Drabina. Kraków: Wydawnictwo UJ s. 115–127 – „Zeszyty Naukowe UJ. Studia Religiologica” z. 30.
2000
Ewangelicy łódzcy w przestrzeni miasta. [W:] Przestrzeń kulturowego współistnienia. Red. I. Bukowska-Floreńska. Katowice: Wydawnictwo UŚ s. 133–142 – „Studia Etnologiczne i Antropologiczne” t. 4.

### Etnografia europejska
Artykuły
1985
Annual Jewish festivals in the eyes of the Polish people. [W:] Proceedings of the 9th World Congress of Jewish studies. T. 2. Jerusalem s. 67–94.
1991
Theories ethnologiques polonaises sur la différenciation culturelle. [W:] Frontières visibles ou invisibles l’Europe des régions ou des aires culturelles. Deuxième Atelier Européen, PACT-EURETHNO, Strasbourg, decembre 1990. Red. J. Bonnet. Strasbourg s. 122–130.
1994
Entre l'est et l'ouest, le mythe et la réalité polonaise. [W:] Les temps de l'Europe. Temps mythiques européens. Quatrième atelier européen PACT-EURETHNO, Delhpes, septembre 1992. T. 2. Red. J. Bonnet, E. Karpodini-Dimitriadi. Strasbourg. s. 229–235 [wraz z Marcinem Piotrowskim].
2003
Enquêtes dans une ville ouvrière polonaise. [W:] Dimanche en Europe. Red. J. Bonnet. Strasbourg. s. 40–59.
2007
L'attribut festive printanier des jeunes polonais. [W:] Peures et risque au coeur de la fête. Red. J. Bonnet-Carbonell, L. S. Fournier. Paris, s. 211–224.

### Problemy dokumentacji naukowej
Artykuły
1991
Polskie bibliografie etnograficzne. „Łódzkie Studia Etnograficzne” t. 30 s. 139–145.
1993
Der Polnische ethnographische Thesaurus. [W:] Systematisieren und Thesauri: Sacherschließung für das Fach Volkskunde / Europäische Ethnologie: Papiere der 3. Tagung der SIEF-Kommission für die Internationale Volkskundliche Bibliographie vom 30. April bis 3. Mai Rheinfelden (Schweiz). Bremen, s. 25–33 [wraz z Marią Niewiadomską].
1995
Dokumentacja i informacja w naukach etnologicznych. „Lud” t. 78 s. 113–126.
1996
Problemy i kontrowersje filmu etnograficznego – obraz a rozumienie znaczeń. „Acta Universitatis Lodziensis. Folia Ethnologica”. nr 9 s. 93–99.
1999
Dokumentacja i archiwizacja etnograficzna. „Twórczość Ludowa” nr 3/4 s. 2–8.
2005
Warsztaty Bibliograficzne Internationale Volkskundliche Bibliographie. „Lud” t. 89 s. 359–366 [wraz z Ingą Kuźmą i
Małgorzatą Wilbik].
2009
Problemy dotyczące klasyfikacji i opisu w branżowej bazie bibliograficznej na przykładzie internetowej „Bibliografii Etnografii Polskiej”. [W:] Bibliograficzne bazy danych: kierunki rozwoju i możliwości współpracy. Ogólnopolska konferencja naukowa z okazji 10-lecia bazy danych BazTech, Bydgoszcz 27–29 maja 2009. Red. L. Derfert-Wolf, B. Szczepańska.
Bydgoszcz [wraz z Ingą Kuźmą i Małgorzatą Wilbik].

## Członkostwo w towarzystwach naukowych, działalność organizacyjna i redakcyjna
Bronisława Kopczyńska-Jaworska zasiadała w licznych radach redakcyjnych: Prace i Materiały Etnograficzne Muzeum Archeologicznego i Etnograficznego w Łodzi (1988–1990), DWOK (1988–2012), Lud (1985–1990), Etnografia Polska (1988–1970), Biblioteka Etnografii Polskiej (1971–1979) i Łódzkie Studia Etnograficzne.
Od 1969 roku była członkiem Komisji Koordynacji badań nad dziejami Wsi Komitetu Nauk Historycznych PAN. Brała udział w pracach wielu komitetów naukowych, jak: Komitet Nauk Socjologicznych PAN – Sekcja Etnograficzna (1972–1978), Komitet Nauk Etnologicznych PAN (od 1979), w tym jako zastępca przewodniczącego (1984–1994). Była członkiem Komitetu Terminologicznego PAN (1980–1986) oraz Komitetu Krajowego MUNAiE (1971–1978). Zasiadała w radach muzealnych: Muzeum Archeologicznego i Etnograficznego w Łodzi (1971–1997), Państwowego Muzeum Etnograficznego w Warszawie (1983–1989), Muzeum Budownictwa Ludowego w Olsztynku (1976–1981).
W latach 1973–1975 była członkiem Rady Naukowej przy Prezydium WRN w Łodzi. Okresowo zasiadała w Radzie ds. Folkloru przy Ministrze Kultury i Sztuki. W latach 1971–1972 należała do komitetu organizacyjnego akcji Kultura ludowa – dobrem narodu. Między 1994 a 1997 rokiem była organizatorką bazy informacji na temat rękodzieła i twórczości ludowej. W 1995 roku była członkiem Komitetu Założycielskiego Towarzystwa Ochrony nad Starym Cmentarzem w Łodzi (zaś w latach 1999–2007 działała jako członek tego Towarzystwa).
Od 1965 roku była członkiem Łódzkiego Towarzystwa Naukowego. Była także wieloletnim członkiem Polskiego Towarzystwa Socjologicznego. Organizacyjnie najdłużej była związana z Polskim Towarzystwem Ludoznawczym (od 1946). Sprawowała w nim różne funkcje: od 1964 jako członek Zarządu, w latach 1967–1976 – sekretarz generalny, 1976–1980 – prezes, od 1995 – wiceprezes, zaś od 1991 – członek honorowy.
Należała do Conseil Permanent de l’Union Internationale des Sciences Anthropologiques et Ethnologiques (1973–1994), Societe Internationale d’Ethnologie et de Folklore (1990–1993); działała także w Komisji Karpackiej od momentu jej powołania.

## Odznaczenia, nagrody i wyróżnienia
- Krzyż Oficerski Orderu Odrodzenia Polski (2014)[17]
- Krzyż Kawalerski Orderu Odrodzenia Polski (1981)
- Złoty Krzyż Zasługi (1973)
- Medal Komisji Edukacji Narodowej (1992)
- Srebrny Medal „Zasłużony Kulturze Gloria Artis” (2007)
- Odznaka 1000-lecia Państwa Polskiego (1968)
- Odznaka „Zasłużony Działacz Kultury” (1975)
- Honorowa Odznaka Miasta Łodzi za zasługi dla województwa łódzkiego (1980)
- Odznaka „Za Zasługi dla Miasta Łodzi” (1994)
- Złota Odznaka Uniwersytetu Łódzkiego (1973)
- Medal Uniwersytetu Łódzkiego (1979)

Wyróżniona licznymi nagrodami Rektora Uniwersytetu Łódzkiego: dydaktyczno-wychowawczą i organizacyjną II stopnia w 1974 i w 1987 roku, a I stopnia w 1989; za kształcenie kadry I stopnia w 1994 roku; indywidualną naukową II stopnia w 1986, naukową zespołową II stopnia w 1988 i 1998 roku. Otrzymała nagrodę MEN indywidualną III stopnia za dydaktykę w 1979 roku. Nagrodzona przez PAN za kierownictwo zespołem i udział w przygotowaniu Etnografii Polski. Przemiany kultury ludowej w 1981 roku. Przyznano jej nagrody przez Ministerstwo Kultury i Sztuki za: organizację bazy twórców ludowych (1997) i Nagrodę im. Z. Glogera (1998).
25 maja 2009 roku na Uniwersytecie Łódzkim, w Auli im. Profesora Wacława Szuberta, miało miejsce uroczyste odnowienie jej doktoratu. W czerwcu 2010 roku odbyła się w Łodzi konferencja „Antropolog w mieście i o mieście”, która była jej dedykowana, zorganizowana przez jej uczniów z etnologii łódzkiej.
Własną drogę zawodową określiła słowami: [...] nie zawsze byłam dogłębnie przekonana o największej wartości tego, co robię, ale zajmowałam się po prostu tym, co mnie aktualnie interesowało.